# Butner (Caroline du Nord)
Butner est une ville américaine située dans le comté de Granville en Caroline du Nord. En 2010, sa population était de 7 591 habitants.
Il s'y trouve le centre correctionnel fédéral de Butner, une importante prison fédérale. 

## Démographie
| 2000  | 2010  | - | - | - | - |
| ----- | ----- | - | - | - | - |
| 6 084 | 7 591 | - | - | - | - |

## Traduction
- (en) Cet article est partiellement ou en totalité issu de l’article de Wikipédia en anglais intitulé « Butner, North Carolina » (voir la liste des auteurs).